# كونتية شرطانية
كونتية شرطانية (بالكتالانية: Comtat de Cerdanya، بالإسبانية: Condado de Cerdaña) هي دولة كونتية كانت تقع في قطلونية بإسبانيا، تأسست في نهاية القرن الثامن الميلادي على يد مملكة الفرنجة عقب تشكيل منطقة الثغر الإسباني. تشكلت منطقة شرطانية بالأصل من وادي نهر سيغر العلوي، واليوم تمثل دائرة إدارية في قطلونية.

## التأسيس
افتتح المسلمون في مطلع القرن الثاني الهجري (الثامن الميلادي) منطقة شرطانية وسائر قطلونية، وفي عام 731 تحالفوا مع أودو دوق أقطانيا لمساعدتهم مقابل تأمين حدوده من غارات المسلمين. آنذاك، كان معظم سكان منطقة شرطانية ينتمون إلى عرقية الباسكيون، وكان أودو منحازاً إلى الباسكيويّين ضد قارة (شارل مارتل) ملك الفرنجة.
لكن سرعان ما بدأت المنطقة بالسقوط من جديدٍ في أيدي الممالك المسيحية، حيث استولى شارلمان ملك الفرنجة على شرطانية في عام 785 عقب استسلام جرندة. أول كونتٍ لشرطانية تذكره المصادر التاريخية باسمه هو بورل كونت أوسونا، الذين عينه كونت تولوز في عام 798 حاكماً لشرطانية. في تلك الفترة، اتحدت شرطانية تحت جناح حكومةٍ واحدةٍ مع كونتية بيسالو وكونتية أورغل، وأصبحت منذ عام 817 جزءاً من مملكة أقطانيا. بقيت كونتيتا شرطانية وأورغل متَّحدتين حتى عام 897، وحتى ذلك الوقت كانا كليهما يخضعان لتأثير أو حكم كونت أراغون في فتراتٍ متفاوتة. في عام 842، غزت الدولة الأموية في الأندلس شرطانية وقطلونية محاولةً استرداد منطقة البرانس التي كان قد فتحها المسلمون قبل ذلك بقرن، إلا إنَّ سونيفرد كونت برشلونة تمكَّن من صدهم.
خلال القرن التاسع الميلادي، شاع استعمال النظام الإقطاعي في استملاك الأراضي بشرطانية والمناطق المجاورة لها، بل وهناك وثيقة من لويس الورع تعود إلى عام 835 كتبها ليمنع كنيسة المنطقة من منح الأراضي عبر الإقطاع. بعد وفاة لويس المتمتم عام 879، شهدت أقطانيا فترة من عدم الاستقرار استغلَّتها أقاليم قطلونية والمناطق المجاورة بالاستقلال عن السلطة المركزية للفرنجة، فانبثقت عن ذلك كونتية شرطانية.

## الانقسام والتوحد
شهد القرن العاشر الميلادي فترات اتحاد وانقسام مختلفة، كانت شرطانية فيها تخضع بشكل متتالٍ لسلطة الكونتيات المجاورة أو تستردُّ استقلالها. في هذه الفترة كانت شرطانية لا تزال ترزح تحت خطر المسلمين باستمرار، وذلك فقد كانت محصَّنة بعشرات القلاع والحصون لحمايتها. في عام 897، توفي ويلفريد المشعر الذي كان يحكم أجزاءً كبيرة من قطلونية، فقسَّم دولته بين أبنائه. كانت شرطانية وجاراتاها كونفلنت وبريغا من نصيب ميرو، وكذلك ألحقت بأملاكه فينوليديس وكابكر. كذلك، حكم ميرو بين عامي 913 و920 منطقة بيسالو، لكن بعد وفاته في عام 927 قُسِّمت دولته بدورها بين أبنائه الأربعة، وكانت شرطانية من نصيب ابنه الأكبر سونيفرد. خلال النصف الثاني من القرن العاشر الميلادي، أعيد توحيد كونتيات ميرو من جديد تحت لواء دولة واحدة، وأصبح حاكمها هو أوليبا كابريتا في عام 984، وحتى نهاية القرن العاشر كانت أملاك أوليبا من جهةٍ وبورل الثاني كونت برشلونة من جهةٍ أخرى تشكل معظم مساحة قطلونية.
وصلت شرطانية في عهد أوليبا كابريتا ذروة ازدهارها، فامتدَّت حدودها شمالاً إلى كونتية قرقشونة، وغرباً إلى كونتية روشيون وكونتية إمبيوريس. إلا إنَّ أوليبا قرر اعتزال الحكم في عام 988، ليتعبَّد في دير مونت كاسينو بإيطاليا. وقسَّم دولته من جديدٍ بين أبنائه الثلاثة، وكانت شرطانية إلى جانب كونلفنت من نصيب ابنه الثاني ويلفريد، وألحقت بأملاكه بريغا في عام 1002.

## السقوط
بدأت قوة ونفوذ كونتية شرطانية بالانحدار بشكلٍ متزايدٍ خلال القرن الحادي عشر. كان هناك صراعٌ داخليٌّ في الدولة بين الأبرشية والكونتات، وأصبح النبلاء يغيّرون ولاءهم بين الجانبين بحسب ما يرونه في صالحهم، وفي الآن ذاته، أشعل الفيسكونت برنارد سونيفرد ثورة ضدَّ الكونتات، وانتزع أجزاءً من شمال شرطانية، ووضعها تحت السلطة الاسمية لكونت تولوز إبعاداً لها عن سيادة كونتات شرطانية. أجبر برنارد لاحقاً على عقد صلحٍ مع كونت شرطانية ريموند عام 1047 وإعادة أراضيه إلى الكونتية، وقد عاد إلى الثورة مرة أخرى بعد سنوات، لكنه أجبر على عقد صلحٍ آخر في عام 1061. رغم ذلك، أصبح فيسكونتات شرطانية والمناطق المجاورة - مثل كونلفنت وفينولويديس - يشكِّلون تهديداً متزايداً لسلطة الكونتات، وقد اضطرَّ هؤلاء الأخيرون أحياناً لحماية سلطتهم من الفيسكونتات إلى اللجوء للحرب، لكن ضعف الكونتات ازداد أكثر فأكثر. في آخر الأمر، بيعت شرطانية عام 1118 إلى كونتية برشلونة، وكانت إرهاصات ذلك الحدث قد بدأت منذ عام 1058 عندما دفع كونت شرطانية ريموند إلى ريموند برانجيه الأول كونت برشلونة لمساعدته في حربه ضد المسلمين. منذ ذلك الوقت، لم يستخدم لقب كونت شرطانية إلا عرضياً، وانتقل إلى ملوك تاج أرغون. وقد استخدم بعض ملوك إسبانيا أحياناً - مثل فيليب الثاني وفيليب الرابع - لقب ملك شرطانية.

## قائمة الحكام
- بورل: 798 - 820.
- أزنار الأول غالينديز: 820 - 824.
- غاليندو أزنارس: 824 - 834.
- سونيفرد الأول: 834 - 848.
- سولومون: 848 - 869.
- ويلفريد المشعر: 869 - 897.
- ميرو الثاني: 897 - 927.
- سونيفرد الأول: 927 - 968.
- ميرو الثالث: 968 - 984.
- أوليبا كابريتا: 968 - 988.
- ويلفريد الثاني: 988 - 1035.
- ريموند: 1035 - 1068.
- وليام الأول: 1068 - 1095.
- وليام الثاني: 1095 - 1109.
- برنارد: 1109 - 1118.
- ريموند برانجيه الأول: 1118 - 1131.
- ريموند برانجيه الثاني: 1131 - 1162.
- بيتر: 1162 - 1168.
- سانشو الأول: 1168 - 1223.
- نونو سانشز: 1223 - 1242.
- جيمس الأول: 1242 - 1276.
- جيمس الثاني: 1276 - 1311.
- سانشو الثاني: 1311 - 1324.
- جيمس الثالث: 1324 - 1349.
- جيمس الرابع: 1349 - 1375.
- إيزابيلا: 1375 - 1403.